# ビジネス・ワンホールディングス
ビジネス・ワンホールディングス株式会社は、福岡県福岡市中央区に本社を置く不動産管理やソフトウェア開発を行う企業の持株会社。福岡証券取引所Q-Board市場上場銘柄のひとつである（証券コードは4827）。

## 概要
業種に特化した汎用パッケージ製品を市場に投入し、近年では汎用パッケージのカスタマイズや大手企業の専用システムの受託開発などを手掛けている。
主要取引先にはリコーや大塚商会、キヤノンマーケティングジャパンなど大手複合機メーカーがある。

## 代表的な製品（ビジネス・ワン）
- 書類作成・管理システム

写楽々ReBo
フォーム名人ReBo
- 電気工事業向け専用積算システム（図面拾い・歩掛／複合単価積算・資材別集計などが可能）

でんきやさん
- 水道設備業向け専用積算システム（図面拾い・歩掛／複合単価積算・資材別集計などが可能）

せつびやさん
- 消防点検報告書作成システム（火災報知機など消防設備機器の点検／試験結果報告書を作成するシステム）

消防くん
- 消防設備業向け専用積算システム（消防点検・工事見積を作成するシステム）

消防くん点検・工事見積システム
- 建築・リフォーム工事向け見積作成システム（建築工事・電気設備工事・管設備工事の積算見積書を作成するシステム）

建築名人
- 汎用積算システム（見積など、マスタから選択方式で見積を作成する事が出来る汎用の見積システム）

見積クリエイト
- 作図名人

など

## 傘下会社
全て完全子会社である。
- 株式会社ビジネス・ワン - ソフトウェア事業
- 株式会社ビジネス・ワンファシリティーズ - 分譲マンション管理
- 株式会社ビジネス・ワンファイナンス - ファイナンス事業
- 株式会社コスモライト - 不動産事業
- 株式会社ビジネス・ワン賃貸管理 - 不動産賃貸・コンサルティング
- 株式会社アクロス - 不動産事業

## 沿革
- 1984年（昭和59年）10月 - 長崎県長崎市に建築CADのシステム開発集団として発足。
- 1987年（昭和62年）8月 - 株式会社ビジネス・ワンとして法人へ改組。
- 2001年（平成13年）1月 - グリーンシート市場に登録。
- 2002年（平成14年）
  - 1月 - ISO 9001の認証取得。
  - 6月 - 完全子会社の株式会社ビー・ワンサポートを吸収合併。
- 2003年（平成15年）2月 - 福岡証券取引所Q-Boardへ上場。
- 2007年（平成19年）10月 - ホワイトアメニティ株式会社を完全子会社化。
- 2008年（平成20年）
  - 1月 - ネットワークサポート株式会社を完全子会社化。
  - 3月 - 完全子会社の株式会社ビジネス・ワンファイナンスを設立。
  - 7月 - ビジネス・ワンホールディングスへ商号変更。完全子会社ビジネス・ワンを設立し、ビジネス・ワンホールディングスからソフト事業部門を承継。本店を福岡県福岡市に移転。
  - 10月 - ネットワークサポートとホワイトアメニティを合併し、株式会社ビジネス・ワンファシリティーズへ商号変更。
- 2010年（平成22年）
  - 3月 - 株式会社クロスコミュニティを完全子会社化。
  - 8月 - 株式会社コスモライトを完全子会社化。
  - 10月 - 株式の所属業種が「情報・通信業」から「不動産業」に変更。
- 2012年（平成24年）
  - 6月 - 株式会社ビジネス・ワン賃貸管理を設立。
  - 10月 - ビジネス・ワンファシリティーズがクロスコミュニティを吸収合併。
- 2014年（平成26年）4月 - 株式会社アクロスを完全子会社化。
- 2018年（平成30年）8月 - 株式会社カサグランデを設立（ビジネス・ワンホールディングスから戸建事業部門を承継：連結子会社）